# چاه پیر محمد براهویی
چاه پیر محمد براهویی یا موتور علی شیر روستایی در دهستان چشمه زیارت بخش مرکزی شهرستان زاهدان استان سیستان و بلوچستان ایران است.

## جمعیت
بر پایه سرشماری عمومی نفوس و مسکن در سال ۱۳۹۵ جمعیت این روستا ۲۲ نفر (۴خانوار) بوده‌است.